# Lovington (Nuevo México)
Lovington es una ciudad ubicada en el condado de Lea en el estado estadounidense de Nuevo México. En el Censo de 2010 tenía una población de 11009 habitantes y una densidad poblacional de 892,05 personas por km².

## Geografía
Lovington se encuentra ubicada en las coordenadas 32°56′44″N 103°21′1″O / 32.94556, -103.35028. Según la Oficina del Censo de los Estados Unidos, Lovington tiene una superficie total de 12.34 km², de la cual 12.28 km² corresponden a tierra firme y (0.46%) 0.06 km² es agua.

## Demografía
Según el censo de 2010, había 11009 personas residiendo en Lovington. La densidad de población era de 892,05 hab./km². De los 11009 habitantes, Lovington estaba compuesto por el 66.93% blancos, el 2.37% eran afroamericanos, el 1.48% eran amerindios, el 0.4% eran asiáticos, el 0.04% eran isleños del Pacífico, el 26.15% eran de otras razas y el 2.63% pertenecían a dos o más razas. Del total de la población el 64.27% eran hispanos o latinos de cualquier raza.